# Cato Manor
Das Township Cato Manor ist eine Siedlung an der Peripherie der südafrikanischen Großstadt Durban in der Metropolgemeinde eThekwini. Sie zählt zu jenen urbanen Siedlungsgebieten in der Provinz KwaZulu-Natal, die von großer Armut ihrer Bewohner gekennzeichnet sind. Cato Manor liegt etwa zehn Kilometer vom Stadtzentrum Durbans entfernt und erlangte während der Apartheidsperiode durch die Bierhallen-Unruhen überregionale Bekanntheit.

## Lage und Siedlungsstruktur
Cato Manor befindet sich in nordwestlicher Stadtrandlage von Durban. In südöstliche Richtung schließt sich der Campus der Universität KwaZulu-Natal an. Die ursprüngliche Siedlungsstruktur hat sich durch die Entwicklung im 20. Jahrhundert durch informelle Ansiedlungen und ihre Beseitigung mit polizeilichen Einsätzen immer wieder verändert. Größere zusammenhängende Grünflächen existieren in Form der Cato Manor Parks (öffentliche Parkanlage), des Cato Manor Cemetery (Friedhof) und des Cato Manor Sports Fields (Sportanlagen). Sie erstrecken sich entlang eines kleinen natürlichen Wasserlaufs.

## Öffentliche Einrichtungen
In diesem Stadtteil befindet sich das Inkosi Albert Luthuli Central Hospital, ein Krankenhaus.

## Verkehr
In der Nähe von Cato Manor führen zwei Autobahnen vorbei, die über innerstädtische Straßenanbindungen erreichbar sind. Es handelt sich um die N2 im Westen und die N3 im Norden. Die innere Verkehrserschließung erfolgt hauptsächlich über die Straße M 10.

## Geschichte
Die Siedlung entstand als Standort eines Gartenmarktes indischstämmiger Bevölkerung und erhielt 1865 seinen Namen nach George Christopher Cato, der 1845 nach Erlangung des Stadtrechtes zum ersten Bürgermeister von Durban gewählt wurde. Das Areal war eine Austauschfläche für vom Militär benötigte Grundstücke im Hafenbereich. Um 1900 verpachtete man die Flächen an indische Gärtnereibetriebe. In den späteren 1920er Jahren siedelten sich hier schwarze Familien an, die kleine Parzellen von den Indern pachteten, da der Landverkauf hier an sie gesetzlich unterbunden war. Durch Weitervermietung kleinerer Einheiten entwickelte sich ein labyrinthartiges Elendsviertel. In der Zulu-Sprache nannte man dieses Areal Mkhumbane, nach einem hier fließenden Bach.
Während der Apartheidsepoche ereigneten sich hier überregional beachtete Unruhen. Die Lebensverhältnisse waren hier extrem prekär, wozu auch Typhus-Epidemien zählten. 1949 kamen bei Unruhen zwischen Schwarzen und Indern 142 Personen ums Leben und 1.087 Personen wurden inhaftiert. In der Mitte der 1950er Jahre war hier Albert Luthuli politisch tätig. Die Durbaner Stadtregierung war aufgrund der Nachbarschaft zu einer großen Siedlung mit stark politisierten Schwarzen und Indern sehr besorgt. Darum beschloss man, dieses Township auf der Basis des Group Areas Acts in eine „weiße“ Zone umzuwandeln. Die bekanntesten Unruhen von Cato Manor brachen 1959 aus, als nach diesem Gesetz die Einwohner gewaltsam in andere Townships umgesiedelt werden sollten. Eine initiale Schlüsselrolle für den Beginn der Unruhen im Jahr 1959 spielten die von den Frauen in kleinen häuslichen Brauereien hergestellten Biere, die sie traditionell für die Zulu-Männer bereiteten. Die Polizei ging gegen die private Alkoholbereitung massiv vor und Tausende von Gallonen Bier wurden dabei liquidiert.
Im Juni 1959 demonstrierten zahlreiche Frauen und artikulierten dabei ihre Forderungen an den Chef der Bantu-Administration in Durban. Am 18. und 19. Juni ging eine mit leichten Maschinengewehren bewaffnete Polizeigruppe gegen diese Kundgebungen vor. Als Reaktion darauf zerstörten die Frauen die von Weißen kontrollierten kommunalen Bierhallen, von denen der städtische Haushalt mit Einnahmen profitierte. Die Polizei attackierte darauf die Frauen mit Prügeln und Schlagstöcken. Als die am Abend von der Arbeit heimkehrenden Zulu-Männer die Ereignisse des Tages erkannten, griffen sie die Polizisten an. Daraus entwickelten sich anhaltende Unruhen, bei denen 25 Gebäude niederbrannten und sieben weitere schwere Beschädigungen erlitten. Die Polizei setzte dabei automatische Schusswaffen ein, tötete drei Männer und nahm 14 Personen in Haft.
Als Reaktion auf diese Ausschreitungen stellten die Stadtbehörden den öffentlichen Service für Cato Manor ein. Das beinhaltete eine siebenwöchige Suspendierung der Trinkwasserver- und Abwasserentsorgung. Eine Untersuchungskommission stellte später fest, dass die Ursachen der Unruhen in den extremen Armuts- und Unterkunftsverhältnissen lagen, und verurteilte die Entscheidung der Stadtbehörden zur vorübergehenden Einstellung ihres öffentlichen Versorgungsauftrages. Im Verlauf der Ereignisse errichteten die Bewohner Cato Manors Straßensperren gegen die Polizeiaktionen.
Die Unruhen verbreiteten sich in ganz Natal, woran in anderen Orten der Provinz bis Mitte August 1959 über 10.000 Frauen beteiligt waren. Es ergaben sich in der Folge weitere Forderungen nach Steuerentlastung, freier Berufswahl und der Aufhebung der Freizügigkeitsbegrenzung, die eine Frauen-Abordnung im Oktober einem Regierungsbeamten in Ixopo überreichte. Die Protestgruppe wurde durch die Regierung mittels eines Polizeieinsatzes unter Verwendung von Peitschen und Maschinengewehren aufgelöst. Die Unruhen setzten sich fort und es kam zur Verhaftung und Verurteilung von etwa 400 beteiligten Personen. In Cato Manor verloren durch Anschläge bis Anfang 1960 neun Polizisten ihr Leben. Die Ereignisse von 1959 gingen als die Bierhallen-Unruhen in die Apartheidsgeschichte ein.
Im Jahr 2002 eröffnet ein modernes Klinikum (iNkosi Albert Luthuli Central Hospital) und ein Besucherzentrum (Cato Manor Visitor Centre) im Stadtteil. In 2012 eröffnet der Bürgermeister das Theater Umkhumbane Theatre.

## Demographische Struktur
In Cato Manor leben 93.000 Menschen. Es gibt in Cato Manor sogenannte Squattersiedlungen mit ungeklärter Bevölkerungszahl.
Zur Verbesserung der urbanen Wohnbedingungen betreibt die Cato Manor Development Association (CMDA) ein Stadtentwicklungsprojekt. Es handelt sich um das größte innerstädtische Stadtentwicklungsvorhaben Südafrikas in der Postapartheidsepoche. Dabei werden Wohnhäuser mit niedrigen Errichtungskosten, Gemeinschaftszentren (community halls), Einrichtungen der Gesundheitsversorgung, Schulen, öffentliche Bibliotheken und Straßen gebaut, Weiterhin werden Arbeiten zur Versorgung mit Elektrizität, Trinkwasser, Telefonanschlüssen und Postinfrastruktur sowie zur Regenwasserableitung und einer umfassenden Kanalisation unternommen.
Die Cato Manor Development Association fördert ferner die gewerbliche Entwicklung im Township, darunter die dringend benötigten Ausbildungsmöglichkeiten und die Gründung von Kleinunternehmen. Ein städtebauliches Ziel besteht in der Wohnlandentwicklung für etwa 170.000 Menschen. In der Apartheidsepoche wurden hier mit gewaltsamen Maßnahmen die informellen Siedlungen beseitigt. Die CMDA betreibt ihre städtebaulichen Sanierungsmaßnahmen mit Mitteln kommunaler, provinzialer, gesamtstaatlicher Mittel sowie Förderungen aus der Europäischen Union. Über 380 Millionen Rand wurden auf diese Weise hier bereits investiert.

## Sehenswürdigkeiten
Etwa sieben Kilometer südwestlich des Zentrums von Durban befindet sich das Cato-Manor-Museum (Cato Manor Heritage Centre). Es informiert über die Geschichte des Township mit den Schwerpunkten auf die soziale, demographische und politische Entwicklung in dieser Siedlung.

## Rezeption
Der Schriftsteller Alan Paton widmete der Siedlung Umkhumbane (Cato Manor) ein Theaterstück, wozu Todd Matshikiza die Musik schrieb. Das Stück wurde 1960 im Auftrag vom South African Institute of Race Relations produziert.
Ein Film von 1994 mit dem Titel The story of Umkhumbane-Cato Manor: whose land? whose memory? behandelt die Geschichte seiner Bewohner während der Apartheidperiode und geht auf die Wirkungen des Group Area Act ein. Er wurde vom Media Resource Centre der University of Natal produziert.

## Persönlichkeiten
- George W. Champion, Gewerkschaftsfunktionär
- Sipho Gumede (1952–2004), Musiker
- Florence Mkhize, politische Antiapartheidsaktivistin
- Nat Nakasa (1937–1965), Journalist bei Drum
- Jeff Radebe (* 1953), Politiker